# 夏尔·埃雷斯曼
夏尔·埃雷斯曼（ 1905年4月19日—1979年9月22日）是一个法国数学家，其工作领域为微分几何和范畴论。他以李群的拓扑的工作、“节”概念（参见节丛）和他举办的范畴论讨论班而著名。 

## 生平
在服兵役一年之前他进入巴黎高等师范学校。1934年，在埃利·嘉当的指导下他完成了博士论文《某些齐性空间的拓扑 》
1957年，他创立了数学杂志《Cahiers de Topologie et Géometrie Différentielle Categoriques》。
让·迪厄多内这样描述埃雷斯曼：“... distinguished by forthrightness, simplicity, and total absence of conceit or careerism. As a teacher he was outstanding, not so much for the brilliance of his lectures as for the inspiration and tireless guidance he generously gave to his research students ... "
他有76名博士学生，包括乔治·瑞布, 吴文俊，André Haefliger, Valentin Poénaru, Daniel Tanré.。

## 數學貢獻
- 1943 年，率先以圖冊來定義流形。[1][2]
- 1950 年，介紹了纖維叢的概念（獨立於哈斯勒·惠特尼與諾曼·斯廷羅德）。